# کبکیان
کبکیان (نام علمی: Perdicinae) نام یک زیرتیره از تیره قرقاولان است.

## گونه‌ها
- Ptilopachus
  - کبک سنگی، Ptilopachus petrosus
  - کبک ناهان، Ptilopachus nahani
- Lerwa
  - کبک برفی، Lerwa lerwa
- کبک‌های کاکل‌پری
  - کبک کاکل‌پری ورو، Tetraophasis obscurus
  - کبک کاکل‌پری شچنی، Tetraophasis szechenyii
- کبک‌های برفی
  - کبک برفی قفقازی، Tetraogallus caucasicus
  - کبک دری، Tetraogallus caspius
  - کبک برفی هیمالیایی، Tetraogallus himalayensis
  - کبک برفی تبتی، Tetraogallus tibetanus
  - Altai snowcock, Tetraogallus altaicus
- کبک‌های صخره
  - کبک عربی، Alectoris melanocephala
  - کبک طوق‌حنایی، Alectoris magna
  - کبک صخره، Alectoris graeca
  - کبک معمولی، Alectoris chukar
  - کبک فیلبی، Alectoris philbyi
  - کبک بربری، Alectoris barbara
  - کبک پاسرخ، Alectoris rufa
- تیهوها Ammoperdix
  - تیهو، Ammoperdix griseogularis
  - تیهوی شنی، Ammoperdix heyi
- دراج‌ها
  - دراج سیاه، Francolinus francolinus
  - دراج رنگین، Francolinus pictus
  - دراج چینی، Francolinus pintadeanus
  - مرغ جیرفتی، Francolinus pondicerianus
  - دراج باتلاق، Francolinus gularis
- دراج‌های کوچک (جرب (سرده))
  - دراج لتهم، Peliperdix lathami
  - دراج کاکی، Peliperdix coqui
  - دراج گلوسفید، Peliperdix albogularis
  - دراج اشلگل، Peliperdix schlegelii
- دراج‌های آفریقایی
  - دراج گردن‌حلقه‌ای، Scleroptila streptophora
  - دراج بال‌خاکستری، Scleroptila afra
  - دراج بال‌سرخ، Scleroptila levaillantii
  - دراج فینش، Scleroptila finschi
  - دراج شلی، Scleroptila shelleyi
  - دراج خلنگزار، Scleroptila psilolaema
  - دراج رود نارنجی، Scleroptila levaillantoides
- دراج کاکلیDendroperdix
  - دراج کاکلی، Dendroperdix sephaena
- دراج‌های کبکی
  - دراج پولک‌دار، Pternistis squamatus
  - دراج آهانتا، Pternistis ahantensis
  - دراج نوارخاکستری، Pternistis griseostriatus
  - دراج هیلدبراند، Pternistis hildebrandti
  - دراج دوسیخک، Pternistis bicalcaratus
  - دراج هوگلین، Pternistis icterorhynchus
  - دراج کلپرتون، Pternistis clappertoni
  - دراج هاروود، Pternistis harwoodi
  - دراج سویرسترا، Pternistis swierstrai
  - دراج کوه کامرون، Pternistis camerunensis
  - دراج خوش‌سیما، Pternistis nobilis
  - دراج جکسون، Pternistis jacksoni
  - دراج گردن‌بلوطی، Pternistis castaneicollis
  - دراج جیبوتی، Pternistis ochropectus
  - دراج ارکل، Pternistis erckelii
  - دراج هارتلاب، Pternistis hartlaubi
  - دراج نوک‌سرخ، Pternistis adspersus
  - دراج دماغه، Pternistis capensis
  - دراج ناتالی، Pternistis natalensis
  - دراج گردن‌زرد، Pternistis leucoscepus
  - دراج سینه‌خاکستری، Pternistis rufopictus
  - دراج گردن‌سرخ، Pternistis afer
  - دراج سوینسون، Pternistis swainsonii
- کبک‌های شکم‌نعلی
  - کبک چیل، Perdix perdix
  - کبک دوری، Perdix dauurica
  - کبک تبتی، Perdix hodgsoniae
  - یک گونه پیشاتاریخی پردیکس تنها از روی سنگواره شناسایی شده است که Perdix palaeoperdix نام گرفته است. این گونه در سراسر اروپا دیده شده و غذای مطبوعی برای انسان کرومانیون و نئاندرتال در دوران پلیستوسن بود.[۱]
- کبک‌های ریشه‌خوار
  - کبک نوک‌دراز، Rhizothera longirostris
  - کبک هوز، Rhizothera dulitensis
- کبک ماداگاسکار Margaroperdix
  - کبک ماداگاسکار، Margaroperdix madagascarensis
- کبک سیاهMelanoperdix
  - کبک سیاه، Melanoperdix nigra
- بلدرچین‌های اصلی Coturnix
  - بلدرچین آبی آفریقایی، Coturnix adansonii
  - بلدرچین آبی آسیایی، Coturnix chinensis
  - بلدرچین بارانی، Coturnix coromandelica
  - بلدرچین جلف، Coturnix delegorguei
  - بلدرچین معمولی، Coturnix coturnix
  - †بلدرچین جزایر قناری، Coturnix gomerae (fossil)
  - بلدرچین ژاپنی، Coturnix japonica
  - †بلدرچین نیوزیلند، Coturnix novaezelandiae (extinct)
  - بلدرچین کاهی، Coturnix pectoralis
  - بلدرچین قهوه‌ای، Coturnix ypsilophora
- بلدرچین برفی Anurophasis
  - بلدرچین برفی، Anurophasis monorthonyx
- بلدرچین‌های بوته‌زار
  - بلدرچین بوته‌زار جنگلی، Perdicula asiatica
  - بلدرچین بوته‌زار صخره، Perdicula argoondah
  - بلدرچین بوته‌زار رنگی، Perdicula erythrorhyncha
  - بلدرچین بوته‌زار مانیپور، Perdicula manipurensis
- بلدرچین هیمالیا Ophrysia
  - بلدرچین هیمالیا، Ophrysia monorthonyx
- کبک‌های جنگلی Xenoperdix
  - کبک جنگلی روبهو، Xenoperdix obscuratus
  - کبک جنگلی اودزونگوا، Xenoperdix udzungwensis
- کبک‌های تپه Arborophila
  - کبک تپه، Arborophila torqueola
  - کبک سیچوان، Arborophila rufipectus
  - کبک سینه‌بلوطی، Arborophila mandellii
  - کبک گردن‌بندسفید، Arborophila gingica
  - کبک گلوحنایی، Arborophila rufogularis
  - کبک گونه‌سفید، Arborophila atrogularis
  - کبک تایوان، Arborophila crudigularis
  - کبک هاینان، Arborophila ardens
  - کبک شکم‌بلوطی، Arborophila javanica
  - کبک سینه‌خاکستری، Arborophila orientalis
  - کبک پشت‌نواری، Arborophila brunneopectus
  - کبک گردن‌نارنجی، Arborophila davidi
  - کبک سیامی، Arborophila cambodiana
  - کبک سینه‌سرخ، Arborophila hyperythra
  - کبک نوک‌سرخ، Arborophila rubrirostris
  - کبک پاسبز، Arborophila chloropus
  - کبک گردن‌بندبلوطی، Arborophila charltonii
  - کبک سوماترا، Arborophila sumatrana
  - کبک رول، Arborophila rolli
  - کبک مالزی، Arborophila campbelli
  - کبک ویتنام، Arborophila merlini
- کبک حناییCaloperdix
  - کبک حنایی، Caloperdix oculea
- کبک سرزرشکی Haematortyx
  - کبک سرزرشکی، Haematortyx sanguiniceps
- کبک کاکلی Rollulus
  - کبک کاکلی، Rollulus roulroul
- کبک سنگی Ptilopachus
  - کبک سنگی، Ptilopachus petrosus
- کبک خیزرانی
  - کبک خیزرانی کوهی، Bambusicola fytchii
  - کبک خیزرانی چینی، Bambusicola thoracica
- مهمیزمرغ‌ها
  - مهمیزمرغ سرخ، Galloperdix spadicea
  - مهمیزمرغ رنگین، Galloperdix lunulata
  - Sri Lanka spurfowl, Galloperdix bicalcarata